# Górnik Zabrze (szachy)
Górnik Zabrze – zabrzański klub szachowy, w latach 1997–2000 funkcjonujący pod nazwą Budosak Zabrze.

## Historia
Sekcja szachowa Górnika Zabrze została utworzona w 1949 roku. W 1992 roku po raz pierwszy w historii Górnik Zabrze awansował do I ligi. W pierwszym sezonie w ekstralidze Górnik zajął ósme miejsce. Rok później Górnik Zabrze ukończył rozgrywki na najwyższym w historii, trzecim miejscu. Klub spadł z pierwszej ligi w 1995 roku, a wywalczył do niej ponowny awans rok później.
W związku z reorganizacją Górnika Zabrze w latach 1996–1997, sekcja szachowa usamodzielniła się i została przekształcona w spółkę akcyjną. W tej formie klubem nadzorował zabrzański MOSiR. W efekcie Górnik nie przystąpił do rozgrywek I ligi w 1997 roku. Nowo zreorganizowany klub startował w rozgrywkach pod nazwą sponsora – firmy Budosak. W 1998 roku Budosak Zabrze awansował do I ligi. W 2001 roku klub wycofał się z rozgrywek.

## Wyniki w ekstralidze
| Rok  | Miejsce    | Wynik | Zawodnicy                                                                                        |
| ---- | ---------- | ----- | ------------------------------------------------------------------------------------------------ |
| 1993 | Lubniewice | 8     | W. Czechow, M. Twardoń, G. Masternak, J. Kiedrowicz, J. Dubiel, P. Dobrowolski, Z. Wiliczkiewicz |
| 1994 | Lubniewice | 3     | W. Czechow, R. Ciemniak, G. Masternak, J. Dubiel, M. Twardoń, J. Kiedrowicz, Z. Wiliczkiewicz    |
| 1995 | Lubniewice | 10    | W. Czechow, R. Ciemniak, G. Masternak, P. Dobrowolski, J. Dubiel, M. Twardoń, Z. Wiliczkiewicz   |
| 1999 | Suwałki    | 6     | I. Štohl, R. Ciemniak, R. Antoniewski, J. Bielczyk, A. Hnydiuk, J. Dubiel, Z. Wiliczkiewicz      |
| 2000 | Zakopane   | 6     | I. Štohl, R. Antoniewski, A. Hnydiuk, J. Bielczyk, J. Dubiel, T. Juroszek, Z. Wiliczkiewicz      |